# Pazos de Borbén

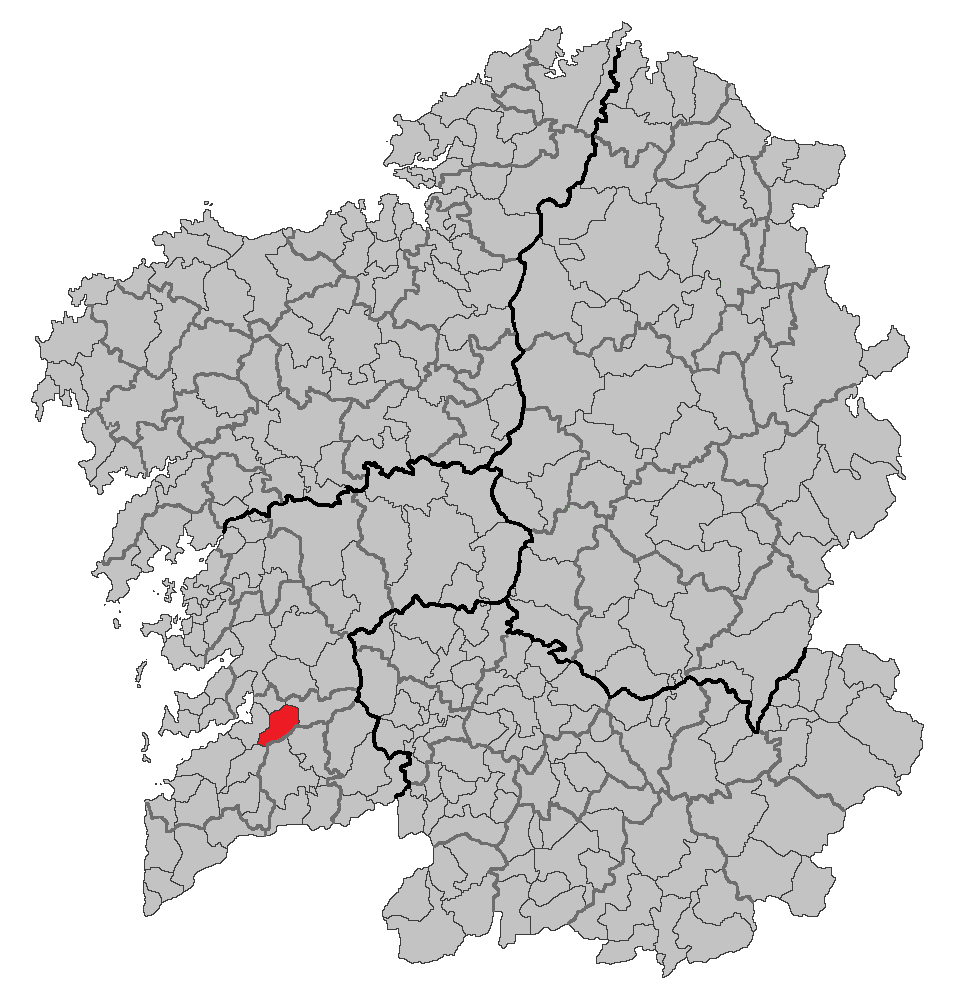
Pazos de Borbén, Pontevedra, Galizia

Pazos de Borbén è un comune spagnolo di 3 052 abitanti situato nella comunità autonoma della Galizia.